# David Franks
Pour les articles homonymes, voir Franks.
David Franks, né le 23 septembre 1720 à New York et mort en octobre 1794 à Isleworth, est un acteur de la guerre d'indépendance des États-Unis dans le camp loyaliste à l'Angleterre.

## Biographie
Il est le fils de Jacob Franks marchand juif né à Londres et installé aux États-Unis et de Abigail Franks, célèbre pour la correspondance qu'elle entretient avec Naphtali, frère ainé de David,. 
Durant la révolution, il fut l'agent du roi d'Angleterre en Pennsylvanie. Perçu comme une menace pour la sécurité des États-Unis, il fut emprisonné brièvement en 1778 sur ordre du Congrès et emprisonné à nouveau en 1780.
Il fit partie des plus importants marchands d'esclaves du continent américain,.
Il meurt en Angleterre en 1794, selon certains témoignages, d'une épidémie de fièvre jaune. 